# Manase Radnev
Manase Radnev, pe numele ral M. Ghingold, (n. 2 octombrie 1932, Scăești, Dolj – d. 6 noiembrie 2009, București) a fost un scriitor, scenarist și regizor român.

## Biografie
Radnev a publicat mai multe articole în revista Magazin istoric.
A regizat Înfruntând furtuna - Doctor Alexandru Șafran (1995) și Cumințenia Pământului (1988), a scris scenariul documentarelor Concerte la Biserica Neagră (2009) și Moștenirea lui Goldfaden (2004).
Împreună cu Ana Simon scrie piesa de teatru Clara si Dinu, o dramatizare  a corespondenței dintre Clara Haskil si Dinu Lipatti.
Cu Ticu Goldstein, scrie Șafran printre nemuritori (2002).

## Distincții
- Medalia Muncii (15 ianuarie 1957) „cu ocazia împlinirii a 10 ani de la reapariția revistei «Contemporanul» și pentru merite deosebite în muncă”[9]
- Ordinul „Meritul Cultural” clasa a III-a (20 aprilie 1971) „pentru merite deosebite în opera de construire a socialismului, cu prilejul aniversării a 50 de ani de la constituirea Partidului Comunist Român”[10]

## Legături externe
- Radnev, Manase (2 noiembrie 2006). „Marele Șef-Rabin Alexandru Șafran: Sunt constant în dragostea mea întreagă pentru poporul român!” (46). Cultura. Arhivat din original la 28 septembrie 2011.